# Keltische Siedlung Kapf
Die Keltische Siedlung Kapf ist eine aus der Hallstattzeit stammende Wehranlage (551 vor Christus) auf dem Kapf. Sie liegt in der Nähe von Villingen-Schwenningen, auf einer Bergzunge beim Zusammenfluss von Kirnach und Brigach, gegenüber vom Bahnhof Kirnach in etwa 773 m ü. NN.
Von der Anlage ist nichts mehr zu sehen; man kann ihre Lage nur anhand der Erdformationen (Erhebungen, Gräber, Steine) erahnen.
Die Siedlung war die Wirkungsstätte des Fürsten, der im Magdalenenberg in einem Grabhügel bestattet wurde. Die Funde vom Kapf datieren in gleiche Zeit wie Funde vom Magdalenenberg.
Die Fundstätte besteht aus einer mittelalterlichen Wehranlage, dem sogenannten „inneren Wallgrabensystem“, und einer hallstattzeitlichen Wehranlage, dem „äußerem Wallgrabensystem“.
Das innere System erstreckte sich über 110 Meter in Nord-Süd-Richtung. Es bestand aus einem rund zwei Meter hohen Wall mit Steinmauer als Frontseite und vorgelagertem Spitzgraben. Die Anlage quert den steil abfallenden Bergsporn zwischen Kirnach und Brigach von Hang zu Hang und sicherte dreieckige Grundfläche von rund 0,5 ha Größe (90 m Länge, 120 m Basisbreite), überlagert ältere hallstattzeitliche Siedlungsschicht. Der ursprüngliche Zugang zur Toranlage war vermutlich über eine Erdbrücke am Nordende.
Das äußere, ältere System bestand aus einem etwa eineinhalb Meter hohen und acht Meter breiten Erdwall mit vorgelagertem breiten und flachen Sohlgraben. Der Tordurchlass war nahe einer innerhalb liegenden Quelle. Der Wall sicherte ein dreieckiges Siedlungsareal von rund zwei Hektar Größe (210 m Länge, 200 m Basisbreite). Die Gesamtanlage wurde durch zahlreiche Keramikfunde und eine Prunkfibel als einfache Siedlung mit verhältnismäßig hoher Bevölkerungszahl ausgewiesen. Sie ist im Zusammenhang mit der Gewinnung und Verhüttung des in unmittelbarer Umgebung anstehenden Limonit-Erzes zu vermuten. Dass das Fürstengrab Magdalenenbergle (551 v. Chr.) und die Siedlung zusammengehören, gilt als unzweifelhaft. 1959 fanden Grabungen statt. Zwei Abschnittbefestigungen sicherten einst die Bergnase vor feindlichen Angriffen.